# البريد الألباني
البريد الألباني (بالألبانية: Posta Shqiptare)، هو خدمة البريد الوطنية في ألبانيا.

## وصلات خارجية
- الموقع الرسمي